# 暢通道
暢通道（英語：Cheong Tung Road）是香港九龍九龍城區紅磡的一條道路，南起紅磡紅磡站，北至紅磡溫思勞街接連。

## 暢通道南
暢通道在紅磡填海計劃後被延長，由於街道的門牌號碼是從原海旁向北內陸順序排列，因此，填海後的街道延伸段，在本來的名稱後被加上「南」字（South），方便編排門牌號碼外，亦能夠帶出新路段在舊路段的哪一方。香港其他地方也有街道以相同原因，把延伸路段以同一方法命名，例子有長沙灣「興華街西」、「發祥街西」、「東京街西」、「欽州街西」、太子「太子道西」、尖沙咀「柯士甸道西」、「漆咸道南」、土瓜灣、「漆咸道北」、啟德、「高飛里南」／「高飛里北」、西營盤「東邊街北」、「干諾道西」、 「德輔道西」、「皇后大道西」等。